# Portret doktora Félixa Reya
Portret doktora Félixa Reya (hol. Portret van dokter Félix Rey, ang. Portrait of Doctor Felix Rey) – obraz olejny (nr kat.: F 500, JH 1659) namalowany przez Vincenta van Gogha w styczniu 1889 podczas jego pobytu w miejscowości Arles.

## Historia i opis
Wczesnym rankiem dnia 24 grudnia 1888 do szpitala Hôtel-Dieu w Arles przywieziono rannego mężczyznę. Dyżur pełnił wówczas młody stażysta, dr Felix Rey (1867-1932), absolwent Uniwersytetu w Montpellier. Pacjentem okazał się Vincent van Gogh, który poprzedniej nocy obciął sobie brzytwą lewe ucho i zaniósł je prostytutce. W konsekwencji doznał krwotoku i halucynacji. Obcięte ucho policjant przekazał dr Reyowi, który później w wywiadzie stwierdził, iż ucho to, przechowywane w jego biurze w słoiku z alkoholem, zostało mu pewnego dnia skradzione.
Van Gogh przebywał w szpitalu od 24 grudnia 1888 do 7 stycznia 1889. Zdiagnozowano u niego poważne zaburzenia epileptyczne. Rana po obciętym uchu zagoiła się, a artysta prawdopodobnie został dobrym przyjacielem doktora Reya. Obaj razem spacerowali, dyskutując o wszystkim, w tym o historii naturalnej.
Po piętnastu dniach pobytu w szpitalu Vincent powrócił do swojego „Żółtego Domu” przy placu Lamartine. Niedługo po tym namalował portret doktora, przedstawiając go jako elegancko ubranego mężczyznę ze stylową bródką. 
W liście napisanym do brata Theo artysta stwierdził, iż obraz podarował doktorowi Reyowi. Portret doktora Reya wykazuje stylistyczne podobieństwo do namalowanego w tym samym czasie portretu Augustine Roulin Piastunka. W obu z nich artysta użył jako tła spektakularnej, świetlistej tapety.
Félix Rey przyjął podarowany mu portret, ale w późniejszych latach przyznał, że obraz ten nigdy mu się nie podobał. Jego matka załatała tym obrazem dziurę w kurniku, a w 1901 malowidło zostało sprzedane pewnemu artyście. 
Później obraz znalazł się w posiadaniu marszanda Ambroise’a Vollarda, który z kolei sprzedał go pewnemu rosyjskiemu kolekcjonerowi sztuki. Obecnie dzieło znajduje się w zbiorach Muzeum Sztuk Pięknych im. Puszkina w Moskwie

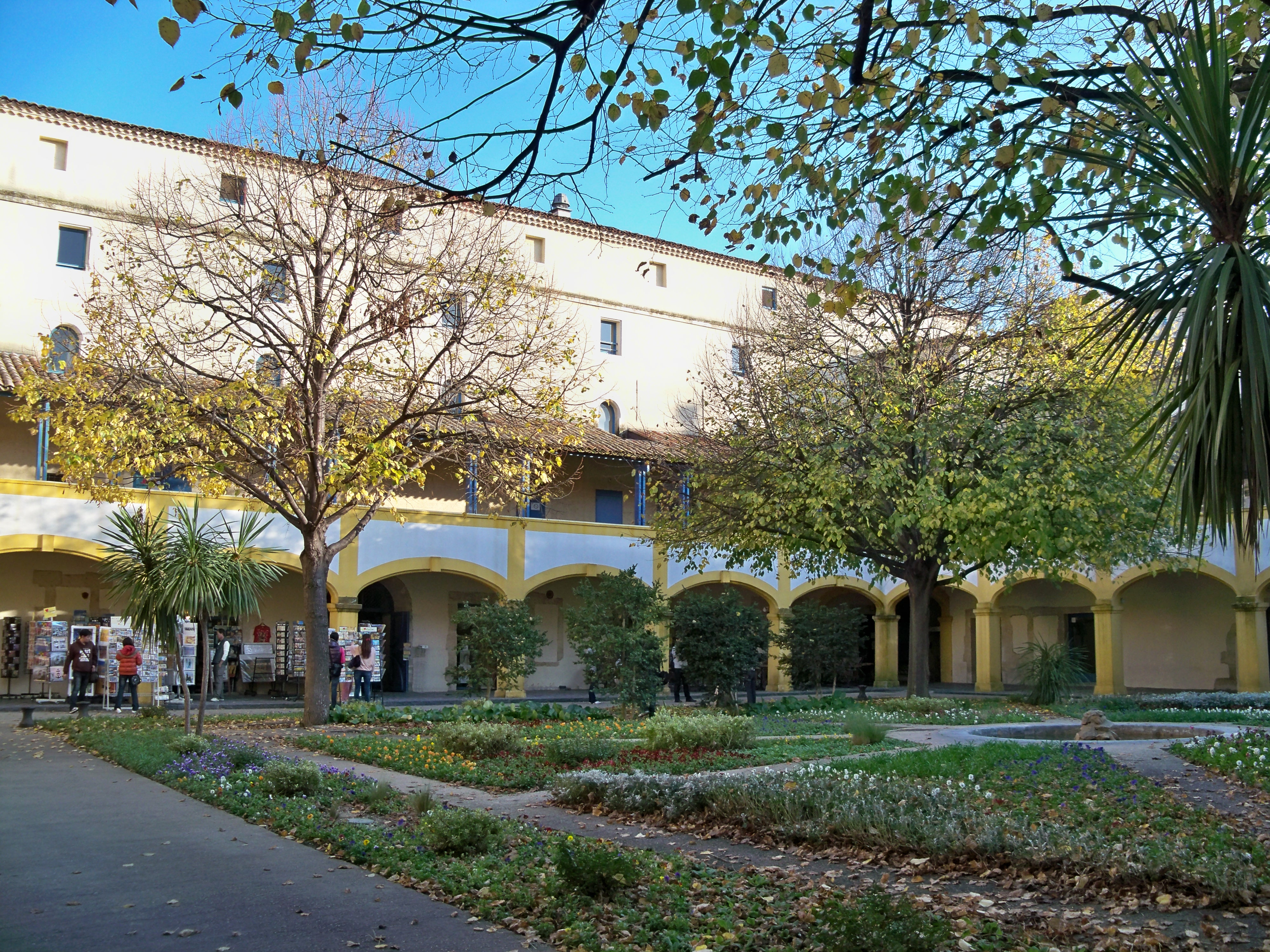
Były szpital Hôtel-Dieu w Arles, obecnie centrum kulturalne Espace Van Gogh

Doktor Rey opiekował się van Goghiem również w ciągu jego dwóch kolejnych hospitalizacji: w lutym 1889 oraz od początku marca do początku maja, po petycji mieszkańców miasta, którzy obawiali się chorego Vincenta. Chociaż doktor Rey nie był specjalistą od chorób psychicznych, był przeciwny uwięzieniu Vincenta. Kiedy jednak ten postanowił poddać się dobrowolnemu leczeniu w pobliskim Saint-Rémy, doktor Rey wspierał go w tym zamiarze i pomógł mu w przeprowadzce. Félix Rey należał, obok listonosza Józefa Roulin i protestanckiego pastora Fryderyka Sallesa, do grona przyjaciół artysty w ciągu ostatnich miesięcy spędzonych przez niego w Arles.
Szpital Hôtel-Dieu w Arles funkcjonował aż do lat. 70 XX w., po czym został przebudowany na centrum kulturalne Espace Van Gogh.